# Native Sons of the Golden West
De Native Sons of the Golden West (NSGW) is een Amerikaanse broederlijke serviceorganisatie opgericht in 1875. De vereniging houdt zich bezig met het behoud van cultureel erfgoed uit de vroege geschiedenis van de staat Californië, in het bijzonder uit de tijd van de Californische goldrush. Daartoe zamelt de organisatie geld in, documenteert ze historische plekken en plaatst ze onder meer plaquetten of gedenktekens. In totaal plaatste de organisatie, die georganiseerd is in lokale afdelingen genaamd parlors, meer dan 1200 plaquetten.
Alleen personen geboren in Californië kunnen zich aansluiten bij de groep. Voormalige voorzitters zijn latere president Richard Nixon en opperrechter Earl Warren. Sinds 1886 bestaat er ook een partnerorganisatie voor vrouwen, de Native Daughters of the Golden West. 
De organisatie heeft een geschiedenis van xenofobie en nativisme en ijverde begin 20e eeuw voor de uitsluiting van Aziatische Amerikanen.

## Realisaties
Cultureel erfgoed dat onder meer dankzij de inzet van de NSGW is beschermd, is:
- Sutter's Fort: hoofdgebouw aangekocht en overgedragen aan de staat voor verdere restauratie
- San Francisco Maritime National Historical Park: hout geschonken voor de bouw van de replica van de Grace Quan in 2003
- Rancho Petaluma Adobe: woning aangekocht en na restauratie overgedragen aan de staat
- San Pasqual Battlefield State Historic Park: geld ingezameld en geijverd voor de oprichting
- Marshall Gold Discovery State Historic Park: geijverd voor de oprichting van het James W. Marshall-monument
- Donner Memorial State Park: Pioneer Monument en omliggend land aan de staat geschonken
- Old Customhouse: gerestaureerd
- Colton Hall: geijverd voor de restauratie
- San Antonio de Padua-missie: geld ingezameld voor de heropbouw
- Bear Flag Monument: geld ingezameld voor de oprichting van het monument
- Bale Grist Mill: beschermd en gerestaureerd.

## Xenofobie
Begin 20e eeuw nam de organisatie standpunt in tegen migratie uit Azië en tegen gelijke rechten voor Aziatische Amerikanen; in diezelfde periode ijverden de Native Sons evenwel voor meer rechten voor de inheemse bevolking van Californië. De organisatie fungeerde in de jaren 20 tot 40 niet enkel als een heemkundige kring, maar ook als een nativistische lobbygroep. De NSGW ijverden actief voor de Internering van Japanse Amerikanen tijdens de Tweede Wereldoorlog.